# Everlong
Everlong è un singolo del gruppo musicale statunitense Foo Fighters, pubblicato il 18 agosto 1997 come secondo estratto dal secondo album in studio The Colour and the Shape.
Il singolo è inoltre stato inserito in tre videogiochi musicali (Guitar Hero World Tour, Rock Band 2 e Rocksmith 2014) e nella colonna sonora del film The Wolf of Wall Street. Everlong è stato inoltre eseguito dal gruppo durante la puntata finale del David Letterman Show il 20 maggio 2015.

## Video musicale
Il video, piuttosto satirico e surreale, venne diretto da Michel Gondry. La durata della canzone nel video supera quella della versione presente nell'album, infatti dopo l'ultimo ritornello segue un breve interludio costituito dagli ultimi secondi del brano suonato al contrario e subito seguito nuovamente dal ritornello. Questa versione è presente solo nel video.
Nonostante il batterista Taylor Hawkins appaia nel video, nella versione in studio la batteria è stata suonata dal frontman Dave Grohl, in quanto Hawkins non era ancora entrato nel gruppo.

## Tracce
CD (Australia, Europa), MC (Nuova Zelanda)
1. Everlong – 4:12 (Dave Grohl)
2. Down in the Park – 4:07 (Gary Numan)
3. See You (Acoustic) – 2:27 (Dave Grohl, Foo Fighters)

CD (Paesi Bassi)
1. Everlong – 4:12 (Dave Grohl)
2. Down in the Park – 4:07 (Gary Numan)

CD (Regno Unito) – parte 1
1. Everlong – 4:10 (Dave Grohl)
2. Drive Me Wild – 3:22 (Jamie Starr)
3. See You (Live) – 2:29 (Dave Grohl, Foo Fighters)

CD (Regno Unito) – parte 2
1. Everlong – 4:10 (Dave Grohl)
2. Requiem – 3:33 (Killing Joke)
3. I'll Stick Around (Live) – 4:09 (Dave Grohl)

7" (Regno Unito)
- Lato A

1. Everlong – 4:10 (Dave Grohl)

- Lato B

1. Drive Me Wild – 3:22 (Jamie Starr)

## Formazione
Gruppo
- Dave Grohl – voce, chitarra, batteria
- Pat Smear – chitarra
- Nate Mendel – basso

Produzione
- Gil Norton – produzione
- Bradley Cook – registrazione
- Chris Sheldon – missaggio
- Ryan Boesch – assistenza tecnica
- Todd Burke – assistenza tecnica
- Jason Mauza – assistenza al missaggio
- Bob Ludwig – mastering

## Classifiche

### Classifiche settimanali
| Classifica (1997-2022)           | Posizione massima |
| -------------------------------- | ----------------- |
| Australia                        | 45                |
| Nuova Zelanda                    | 34                |
| Portogallo                       | 163               |
| Regno Unito                      | 18                |
| Stati Uniti (alternative)        | 3                 |
| Stati Uniti (hard rock)          | 2                 |
| Stati Uniti (mainstream rock)    | 4                 |
| Stati Uniti (rock & alternative) | 18                |

### Classifiche di fine anno
| Classifica (2023) | Posizione |
| ----------------- | --------- |
| Australia         | 70        |